# Forsythia
Forsythia is een geslacht van struiken uit de olijffamilie. De struiken vallen in het voorjaar op door de gele bloemen op het kale hout. Er bestaan zes soorten en enkele hybriden.
De eerste forsythia's werden vanuit Japan en China in de 19e eeuw naar Europa gebracht. Het geslacht is genoemd naar de Schotse plantkundige William Forsyth (1737–1804), een van de oprichters van de Royal Horticultural Society en koninklijk hoofdtuinier van Kensington Palace en St. James's Palace.
Om Forsythia goed te laten bloeien, is het van belang om hem op de juiste wijze te snoeien. Over het algemeen zullen de takken die groen zijn het daaropvolgende jaar geel bloeien. 

## Soorten
- Forsythia europaea, oorspronkelijk uit de Balkan.
- Forsythia giraldiana, oorspronkelijk uit Noordwest-China.
- Forsythia japonica, oorspronkelijk uit Japan.
- Forsythia ovata, oorspronkelijk uit Korea.
- Forsythia suspensa, oorspronkelijk uit China.
- Forsythia viridissima, oorspronkelijk uit China.

## Ecologie
Forsythia-soorten worden door de larven van verschillende Lepidoptera-soorten gebruikt als waardplant, onder meer door de bastaardsatijnvlinder (Euproctis chrysorrhoea) en de splinterstreep (Naenia typica).